# Подобаев, Сергей Владимирович
Сергей Владимирович Подобаев (род. 4 декабря 1989, Ачинск, Красноярский край, РСФСР, СССР) — российский биатлонист. Чемпион России. Мастер спорта России (2008).

## Спортивная карьера
Биатлоном начал заниматься в Красноярске. Первый тренер - Виталий Георгиевич Коробейников. В 2012 году выиграл бронзовую медаль в спринте на Чемпионате России в Ижевске. В следующем году биатлонист выступил на Чемпионате мира по летнему биатлону в итальянском Форни-Авольтри. Это был первый крупный международный старт у Подобаева. В спринте он занял 24 место. В преследовании ему удалось отыграть 4 позиции и попасть в первую "двадцатку".
5 апреля 2014 году Сергей Подобаев вместе со своими партнерами по сборной Красноярского края стал чемпионом России в гонке патрулей.